# Мятежники любви
«Мятежники любви» (хинди इशकज़ादे, Ishaqzaade) — индийский романтический фильм-драма, снятый режиссёром Хабибом Файзалом. Продюсером картины выступил Адитья Чопра. Главные роли исполнили дебютант Арджун Капур и Паринити Чопра, впервые появившаяся на экране в ведущей роли. Официальный трейлер был выпущен 15 марта, а сам фильм — 11 мая 2012 года под баннером Yash Raj Films. «Мятежники любви» получил положительные отзывы критиков, а по результатам кассовых сборов статус «хит».

## Название фильма
Название фильма моделируется на распространённых хинди сленгах, заканчивающихся на zaade (что означает «сын кого-либо», например, на хинди или урду, языках с персидскими заимствованиями,). Например слово shahzaade, что означает «сын короля» или «принц». Первая часть названия фильма Ishq переводится как «страсть». Вместе со второй частью слова zaade название фильма переводится как «Дети любви» или «Дети страсти».

## Сюжет
«Мятежники любви» рассказывает историю страстной любви двух непокорных подростков-бунатрей. Чауханы и Куреши — две политические семьи, чьё соперничество и взаимная ненависть длится поколениями. Парма — лентяй, бунтарь, сын местного силовика, внук патриарха-шовиниста Чаухана, который часто упрекает Парму за бездельничество и неспособность помочь овдовевшей матери. Это подталкивает Парму заняться делом. Зоя — девушка-мусульманка со вспыльчивым характером, единственная дочь семьи Куреши, собирается в политику, как и её предки. Молодым людям приходится пройти немало испытаний, чтобы понять свою любовь друг другу и хотя бы попытаться помирить свои семьи…

## В ролях
- Паринити Чопра — Зоя Куреши
- Арджун Капур — Парма Чаухан
- Гаухар Хан — Чанд Биби
- Ратан Сингх Ратхор — Афтаб Куреши
- Анил Растоги — Сурья Чаухан
- Наташа Растоги — Парвати, мать Пармы
- Чару Растоги — мать Зои
- Арадхана Дхаван — Ракшан
- Акаш Батхиджа — Бикрам
- Абдуллах Осман — Чанду
- Шашанк Кайтан — Дхарма Чаухан
- Анкит Каккар — Карма Чаухан
- Афтаб Хан — Шадаб Куреши
- Джафарпал Дхиллон — Сохраб Куреши
- Файзал Хусейн — Мехтаб
- Ромиль Сарасват — Джавед
- Мита Бандху — Арчана Нахак

## Саундтрек
Все тексты написаны Каусаром Муниром, вся музыка написана Амитом Триведи.
| №  | Название                               | Текст песни  | Исполнитель                   | Длительность |
| -- | -------------------------------------- | ------------ | ----------------------------- | ------------ |
| 1. | «Ishaqzaade»                           |              | Джавед Али, Шрея Гхошал       | 5:18         |
| 2. | «Chokra Jawaan» (стихи Хабиба Файзала) | Хабиб Файзал | Вишал Дадлани, Сунидхи Чаухан | 5:11         |
| 3. | «Pareshaan»                            |              | Шалмали Кхолгаде              | 4:53         |
| 4. | «Jhallah Wallah»                       |              | Шрея Гхошал                   | 5:53         |
| 5. | «Aafaton Ke Parinde»                   |              | Сурадж Джаган, Дивья Кумар    | 3:24         |
| 6. | «Pareshaan» (Remix)                    |              | Шалмали Кхолгаде              | 4:31         |
| 7. | «Jhallah Wallah» (Remix)               |              | Шрея Гхошал                   | 4:00         |

## Награды
Национальная кинопремия (Индия)
- специальное упоминание — Паринити Чопра[3]

Filmfare Awards
- Лучший женский закадровый вокал — Шалмали Кхолгаде[англ.] («Pareshaan»)[4]

Star Screen Awards
- Лучший женский закадровый вокал — Шалмали Кхолгаде («Pareshaan»)
- Лучший мужской закадровый вокал — Джавед Али («Ishaqzaade»)

Stardust Awards
- Лучший актёр — Арджун Капур
- Лучшая актриса — Паринити Чопра
- Лучшие стихи — Хабиб Файзал и Каусар Мунир («Ishaqzaade»)
- Восходящая закадровая певица — Шалмали Кхолгаде («Pareshaan»)

Star Guild Awards
- Лучший женский закадровый вокал — Шалмали Кхолгаде («Pareshaan»)

Zee Cine Awards
- Лучший мужской дебют — Арджун Капур
- Лучшие стихи — Каусар Мунир («Pareshaan»)

TOIFA Awards
- Лучший женский закадровый вокал — Шалмали Кхолгаде («Pareshaan»)